# Sakai (Osaka)
Sakai (Japans: 堺市,Sakai-shi) is een stad in de prefectuur Osaka. Sakai was een van de grootste en belangrijkste zeehavens van Japan sinds de middeleeuwen.
Na de aanhechting van de gemeente Mihara uit het District Minamikawachi in februari 2005 werd Sakai de 15de grootste stad van Japan.
Op 1 april 2018 had de stad 831.858 inwoners. De bevolkingsdichtheid bedroeg 5552inw./km². De oppervlakte van de stad is 149,82 km². Sakai werd gesticht op 1 april 1889.
Op 1 april 2006 werd Sakai een decretaal gedesigneerde stad.

## Wijken
Sakai heeft 7 wijken (ku) :
- Higashi-ku
- Kita-ku
- Mihara-ku
- Minami-ku
- Naka-ku
- Nishi-ku
- Sakai-ku

## Geboren
- Yosano Akiko (1878-1942), Japans dichteres en essayist